# Мититсе (Вайоминг)
Мититсе (англ. Meeteetse) — город, расположенный в округе Парк (штат Вайоминг, США) с населением в 351 человек по статистическим данным переписи 2000 года.

## География
По данным Бюро переписи населения США, город Мититсе имеет общую площадь в 2,07 квадратных километров, водных ресурсов в черте населённого пункта не имеется.
Город Мититсе расположен на высоте 1753 метра над уровнем моря.

## Демография
По данным переписи населения 2000 года, в Мититсе проживало 351 человек, 94 семьи, насчитывалось 151 домашнее хозяйство и 188 жилых домов. Средняя плотность населения составляла около 166 человек на один квадратный километр. Расовый состав Мититсе по данным переписи распределился следующим образом: 97,15 % белых, 0,28 % — коренных американцев, 0,28 % — выходцев с тихоокеанских островов, 1,42 % — представителей смешанных рас, 0,85 % — других народностей. Испаноговорящие составили 2,56 % от всех жителей города.
Из 151 домашних хозяйств в 27,2 % — воспитывали детей в возрасте до 18 лет, 56,3 % представляли собой совместно проживающие супружеские пары, в 4,6 % семей женщины проживали без мужей, 37,1 % не имели семей. 32,5 % от общего числа семей на момент переписи жили самостоятельно, при этом 15,9 % составили одинокие пожилые люди в возрасте 65 лет и старше. Средний размер домашнего хозяйства составил 2,32 человек, а средний размер семьи — 3,00 человек.
Население города по возрастному диапазону по данным переписи 2000 года распределилось следующим образом: 24,8 % — жители младше 18 лет, 5,4 % — между 18 и 24 годами, 24,8 % — от 25 до 44 лет, 28,5 % — от 45 до 64 лет и 16,5 % — в возрасте 65 лет и старше. Средний возраст жителей составил 40 лет. На каждые 100 женщин в Мититсе приходилось 106,5 мужчин, при этом на каждые сто женщин 18 лет и старше приходилось 95,6 мужчин также старше 18 лет.
Средний доход на одно домашнее хозяйство в городе составил 29 167 долларов США, а средний доход на одну семью — 31 953 доллара. При этом мужчины имели средний доход в 21 250 долларов США в год против 18 125 долларов среднегодового дохода у женщин. Доход на душу населения в городе составил 12 030 долларов в год. 5,8 % от всего числа семей в округе и 10,9 % от всей численности населения находилось на момент переписи населения за чертой бедности, при этом 11,6 % из них были моложе 18 лет и 14,9 % — в возрасте 65 лет и старше.